# Miasto prywatne (film)
Miasto prywatne — polski film sensacyjny z 1994 roku w reżyserii Jacka Skalskiego i z jego scenariuszem.
Film kręcony w Warszawie, Żyrardowie i Pruszkowie.

## Opis fabuły
W małym mieście w pobliżu Warszawy pięciu kolegów tworzy gang. Jego przywódcami są Pawik (Bogusław Linda) i Ali (Maciej Kozłowski), którzy — choć są przyjaciółmi — stale rywalizują, głównie o względy pięknej koleżanki, Gochy (Maria Gładkowska). Pawik doprowadza do tego, że Ali zostaje skompromitowany w oczach dziewczyny. Gocha zostaje żoną Pawła.
Z czasem młodzieżowy gang przeradza się w regularną mafię. Przyjaciele robią interesy z politykami. Jednak nie wszystko układa się dla nich pomyślnie. Przyjaźń zostaje wystawiona na próbę. Kolejni członkowie grupy przestępczej zaczynają ginąć.

## Obsada aktorska
- Bogusław Linda − jako Paweł "Pawik"
- Maciej Kozłowski − jako "Ali"
- Maria Gładkowska − jako Gocha, żona "Pawika"
- Mirosław Baka − jako "Dziurga"
- Dariusz Gnatowski − jako "Barnaba"
- Mirosław Zbrojewicz − jako "Kaczor"
- Krzysztof Zaleski − jako ksiądz
- Krzysztof Kiersznowski − jako polityk współpracujący z "Alim"
- Małgorzata Foremniak − jako kelnerka
- Jan Tesarz − jako właściciel sklepu monopolowego
- Mariusz Jakus − jako ochroniarz "Pawika"
- Piotr Gąsowski − jako recepcjonista
- Aleksandra Koncewicz − jako kobieta zamordowana przez bandę podczas napadu
- Maciej Pietrzyk − jako właściciel dyskoteki
- Piotr Cyrwus − jako Rosjanin
- Wojciech Biedroń − jako krawiec na odpuście pod kościołem
- Lech Łotocki − jako oficer policji rozmawiający z "Pawikiem"
- Małgorzata Ostrowska-Królikowska − jako matka chłopca z pistoletem na odpuście
- Adam Siemion − jako chłopiec oślepiony podczas napadu
- Edward Durda − jako ochroniarz "Alego"

i inni